# 柯西中值定理
柯西中值定理，也叫拓展中值定理，是拉格朗日中值定理的推广，是微分学的基本定理之一。

## 内容
如果函数{\displaystyle f(x)}及{\displaystyle g(x)}满足
1. 在闭区间{\displaystyle [a,b]}上连续；
2. 在开区间{\displaystyle (a,b)}内可微分；
3. 对任意{\displaystyle x\in (a,b),g'(x)\neq 0}；

那么在{\displaystyle (a,b)}内至少有一点{\displaystyle \xi (a<\xi <b)}，使等式
{\displaystyle {\frac {f(b)-f(a)}{g(b)-g(a)}}={\frac {f'(\xi )}{g'(\xi )}}}
或
{\displaystyle (f(b)-f(a))g\,'(\xi )=(g(b)-g(a))f\,'(\xi )\,}
成立。

柯西定理的几何意义

其几何意义为：用参数方程表示的曲线上至少有一点，它的切线平行于两端点所在的弦。
但柯西定理不能表明在任何情况下不同的两点(f(a),g(a))和(f(b),g(b))都存在切线，因为可能存在一些c值使f′(c) = g′(c) = 0,换句话说取某个值时位于曲线的驻点;在这些点处，曲线根本没有切线。下面是这种情形的一个例子
{\displaystyle t\mapsto (t^{3},1-t^{2}),}
在区间[−1,1]上，曲线由(−1,0)到(1,0),却并无一个水平切线;然而它有一个驻点(实际上是一个尖点)在t = 0时。
柯西中值定理可以用来证明洛必达法则. 拉格朗日中值定理是柯西中值定理当g(t) = t时的特殊情况。

## 证明
首先，如果{\displaystyle g(a)=g(b)}，由罗尔定理，存在一点{\displaystyle x_{0}\in (a,b)}使得{\displaystyle g'(x_{0})=0}，与条件3矛盾。所以{\displaystyle g(a)\neq g(b)}。
令{\displaystyle h(x)=f(x)-{\frac {f(b)-f(a)}{g(b)-g(a)}}\cdot g(x)}。那么 
1. {\displaystyle h}在{\displaystyle [a,b]}上连续，
2. {\displaystyle h}在{\displaystyle (a,b)}上可导，
3. {\displaystyle h(a)=h(b)={\frac {f(a)g(b)-f(b)g(a)}{g(b)-g(a)}}}。由罗尔定理，存在一点{\displaystyle c\in (a,b)}使得{\displaystyle h'(c)=0}。即{\displaystyle f'(c)={\frac {f(b)-f(a)}{g(b)-g(a)}}\cdot g'(c)}。命题得证。